# Wilhelm Happel
Wilhelm Happel (* 6. Dezember 1817 in Heidelberg; † 16. August 1899 in Heilbronn) war Kaufmann in Heilbronn, wo er 1888 zum Ehrenbürger ernannt wurde. 1899 wurde außerdem die Happelstraße in Heilbronn nach ihm benannt.

## Leben
Als Kaufmann handelte er mit Garnen und Spezereien, betrieb aber auch eine Bezirksagentur des Auswanderungsbüros von Chrystie, Schlößmann & Comp.
Er gehörte ab 1858 den bürgerlichen Kollegien an und erfüllte jahrzehntelang diverse Aufgaben innerhalb der Stadtwirtschaft. So war er beispielsweise langjähriger Kassier der Knabenarbeitsanstalt. Nach dem altersbedingten Rücktritt von Stadtschultheiß August Klett bewarb sich Happel um die vakante Stelle. Bei der Wahl am 1. Februar 1869 kam Happel auf den dritten Platz. Gewählt wurde Ratsschreiber Josef Raur, der die Wahl jedoch aus gesundheitlichen Gründen nicht annahm. Bei der erneuten Wahl am 3. Mai unterlag Happel dem Stuttgarter Oberamtsaktuar Karl Wüst.
Zum Ausscheiden aus den bürgerlichen Kollegien nach 30-jähriger Zugehörigkeit wurde ihm 1888 die Ehrenbürgerwürde der Stadt verliehen. Posthum wurde er einen Monat nach seinem Tod noch dadurch geehrt, dass man die Happelstraße im Heilbronner Süden nach ihm benannte.
Mit der Ernennung Happels zum Ehrenbürger folgte die Stadt noch dem herkömmlichen Prinzip, verdiente von auswärts stammende Persönlichkeiten mit der Ehrenbürgerwürde in den Kreis der in bürgerschaftlichen Fragen stimmberechtigten Honoratioren der Stadtgesellschaft aufzunehmen, auch wenn das württembergische Gesetz betreffend die Gemeindeangehörigkeit vom 16. Juni 1885 bereits andere Rahmenbedingungen für das Bürgerrecht und die Ehrenbürgerwürde geschaffen hatte, die künftig eine Ehrung unabhängig der Herkunft der Geehrten war und auch bereits eingebürgerten oder aus der Stadt stammenden Personen zuteilwerden konnte.